# Papa Dance (album)
Papa Dance – debiutancki album zespołu Papa Dance, wydany w 1985 przez Savitor. W tym samym roku wytwórnia Polmark wydała go z nieco zmienioną listą utworów. W 2008 pojawiła się reedycja płyty w wytwórni A.A. MTJ.
Płyta została nagrana przez pierwszy skład zespołu, który dobrali dwaj menedżerowie-producenci grupy Sławomir Wesołowski i Mariusz Zabrodzki. W skład zespołu wszedł też Grzegorz Wawrzyszak, który był pierwszym współpracownikiem i nagrał z tą dwójką single W 40 dni dookoła świata i Ordynarny faul z 1984. Po wydaniu albumu producenci rozwiązali zespół, a skład, który nagrał Papa Dance zmienił nazwę na Ex-Dance. Krytycy muzyczni chwalili go za nieszablonowe podejście do popu i wyprzedzający epokę i niebanalne, zabawne teksty. Teksty dotyczą relacji miłosnych, ale także socjologicznych aspektów życia w PRL-u.

## Lista utworów
1. Intro - 0:40
2. Pocztówka z wakacji (sł. Wojciech Filipowski) – 3:32
3. Tatuowana róża (sł. Wojciech Filipowski) – 3:26
4. Kamikadze Wróć! (sł. Wojciech Filipowski) – 3:43
5. Bez sensacji (sł. Jan Sokół) – 3:27
6. Kanał X-0-2 (sł. Jan Menisk) – 4:20
7. Panorama Tatr (sł. Wojciech Filipowski) – 3:35
8. Narodziny szejka (sł. Jan Sokół) – 4:00
9. Lot na wyspę (sł. Wojciech Filipowski) – 4:00
10. Czy ty lubisz to co ja? (sł. Wojciech Filipowski) – 3:40
11. Te głupie strachy (sł. Wojciech Filipowski) – 4:30

## Twórcy
- Adam Patoh (Sławomir Wesołowski, Mariusz Zabrodzki) – producenci muzyczni, kompozytorzy
- Andrzej Bronarski – dyrektor artystyczny
- Karol Śliwka – okładka
- Grzegorz Wawrzyszak – wokal
- Kostek Yoriadis, Marek Karczmarek – instrumenty klawiszowe
- Tadeusz Łyskawa – perkusja, wokal w "Bez sensacji"